# Villanueva de las Peras
Villanueva de las Peras – gmina w Hiszpanii, w prowincji Zamora, w Kastylii i León, o powierzchni 16,97 km². W 2011 roku gmina liczyła 116 mieszkańców.